# 하루 (프로게이머)
하루(본명: 강민승, 1998년 6월 3일 ~ )는 대한민국의 리그 오브 레전드 프로게이머로 아이디는 Haru이다. 포지션은 정글이다.

## 선수 생활
2016년 5월, CJ 엔투스에 입단하면서 프로 커리어를 시작했다. 2016 서머 시즌 나쁘지 않은 활약을 보여주었다. 하지만 팀은 리그 꼴지가 되었으며 승강전을 통해 강등되었다. 
2017시즌을 앞두고 삼성 갤럭시에 입단했다. 스프링 시즌 초반 앰비션과의 주전 경쟁에서 승리해 삼성의 주전 정글러로 도약하기도 했다. 서머 시즌에서는 앰비션의 백업 선수로 활동했다. 2017 롤드컵에서 앰비션의 서브 멤버로 참가했다. 조별리그 1차전 페네르바체와의 경기에서 출전했다. 이후에는 출전하지 못했으나 팀이 롤드컵에 우승하면서 커리어 첫 롤드컵 우승을 경험했다.
2018시즌에서도 앰비션의 서브 선수로 활동했다. 하지만 롤드컵 선발전에서는 주전으로 출전하면서 팀의 롤드컵 진출에 기여했다. 2018 롤드컵에서도 주전 정글러로 출전했다.
2019시즌을 앞두고 SK텔레콤 T1에 입단했다. 스프링 시즌에서는 클리드의 서브 멤버로 활동했다. 2019 MSI에서도 서브 선수로 참가했다. 2019 서머 시즌에서도 서브 선수로 몇 경기에 출전했다. 2019 롤드컵에서도 서브 선수로 출전했다.
2020시즌을 앞두고 한화생명 e스포츠에 입단했다. 2020 스프링 시즌 주전으로 출전했다. 하지만 부진한 팀을 바꾸지는 못했다. 2020 서머 시즌에서는 부진에 빠졌다. 2020년 10월, 팀에서 퇴단했다.
2021년 6월, 카오스 라틴 게이머스에 입단했다. 1달간 활약했으며 2021년 7월 팀을 퇴단했다.

## 소속팀
| # | 팀명                 | 소속 기간             | 소속 리그 | 비고 |
| - | -------------------- | --------------------- | --------- | ---- |
| 1 | CJ 엔투스            | 2016.05~2016.11.30    | LCK       |      |
| 2 | 삼성 갤럭시          | 2016.12.19~2018.11.17 | LCK       |      |
| 3 | SK텔레콤 T1          | 2018.11.22~2019.11.20 | LCK       |      |
| 4 | 한화생명 e스포츠     | 2019.11.26~2020.10.05 | LCK       |      |
| 5 | 카오스 라틴 게이머즈 | 2021.06.12~2021.07.25 | LLA       |      |

## 수상 내역
- 리프트 라이벌즈 2017 준우승
- 리그 오브 레전드 월드 챔피언십 2017 우승
- 리그 오브 레전드 챔피언스 코리아 스프링 2019 우승
- 리그 오브 레전드 미드 시즌 인비테이셔널 2019 4강
- 리그 오브 레전드 챔피언스 코리아 서머 2019 우승
- 리그 오브 레전드 월드 챔피언십 2019 4강